# امره مانوئلا
امره مانوئلا (اوکراینی: Емре Неджметтінович Мануіла؛ زادهٔ ۲۰ سپتامبر ۲۰۰۴) بازیکن فوتبال اهل اوکراین است.